# Cricula cameronensis
Cricula cameronensis is een vlinder uit de familie nachtpauwogen (Saturniidae), onderfamilie Saturniinae.
De wetenschappelijke naam van de soort is voor het eerst geldig gepubliceerd door U. & L. Paukstadt in 1998.